# سرزنش قربانی

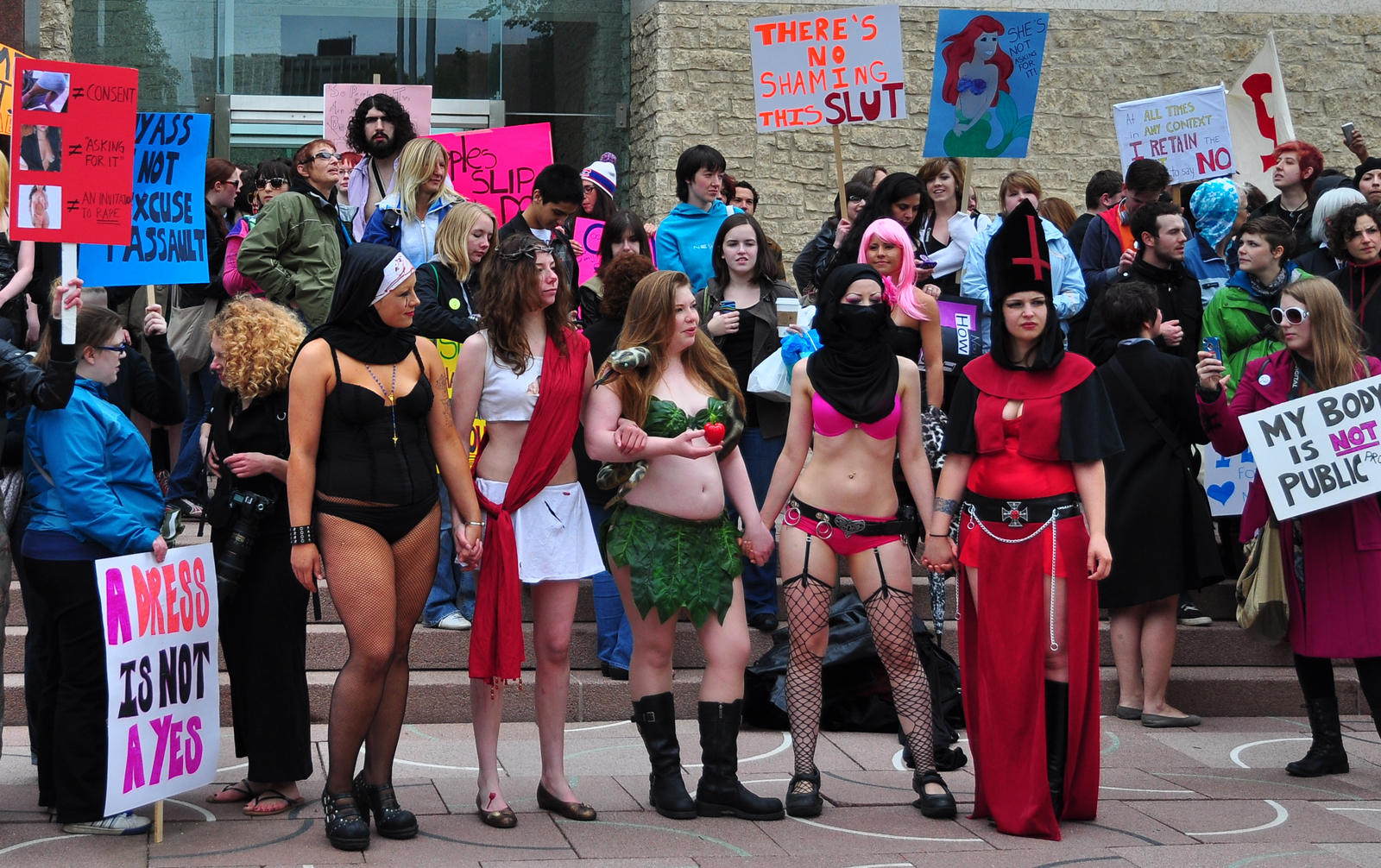
فاحشه راه رفتن

سرزنش قربانی هنگامی روی می‌دهد که قربانیِ یک بزه یا هر کار نادرستی به طور کامل یا جزئی مسئولِ آسیبی می‌شود که به خودش وارد شده‌است. مطالعهٔ قربانی‌شناسی victimology، به دنبال کم‌کردن بار مقصر دانستن قربانی‌هاست. معمولاً در مواردی که قربانی و متجاوز یکدیگر را می‌شناسند، تمایل بیشتری به سرزنش قربانیانِ تجاوز جنسی وجود دارد تا قربانیان دزدی.
ویلیام رایان در سال ۱۹۷۱، عبارت «سرزنش قربانی» را در کتابی به همین نام (Blaming the Victim)، ابداع کرد. در این کتاب، رایان سرزنش قربانی را به عنوان نگرشی برای توجیه نژادپرستی و عدالت اجتماعی در برابر سیاه‌پوستان در ایالات متحدهٔ آمریکا، شرح داده است.

## نمونه‌ها
در یک مورد تجاوز گروهی به یک دختر ۱۱ ساله در کلیولند، تگزاس در سال ۲۰۱۱، قربانی از سوی وکیل مدافع به فریب متجاوزان و کشاندن آن‌ها به سوی پایانی شوم متهم شد. او از قربانی پرسید: «مانند یک عنکبوت و مگس که عنکبوت به مگس می‌گوید به سمت اتاق پذیرایی من بیا، عنکبوت به مگس گفت؟»
در سال ۲۰۱۲، در ماجرای تجاوز و کشتن یک دختر هندی، برخی دولت‌مردان و سیاست‌مداران هندی به دلایل گوناگون قربانی را سرزنش کردند؛ که بعدها پوزش خواستند.